# بونو (آرکانزاس)
بونو (آرکانزاس) (به انگلیسی: Bono, Arkansas) یک شهر در ایالات متحده آمریکا با جمعیت ۱٬۵۹۹ نفر است که در کریگهد واقع شده‌است.

## نگارخانه

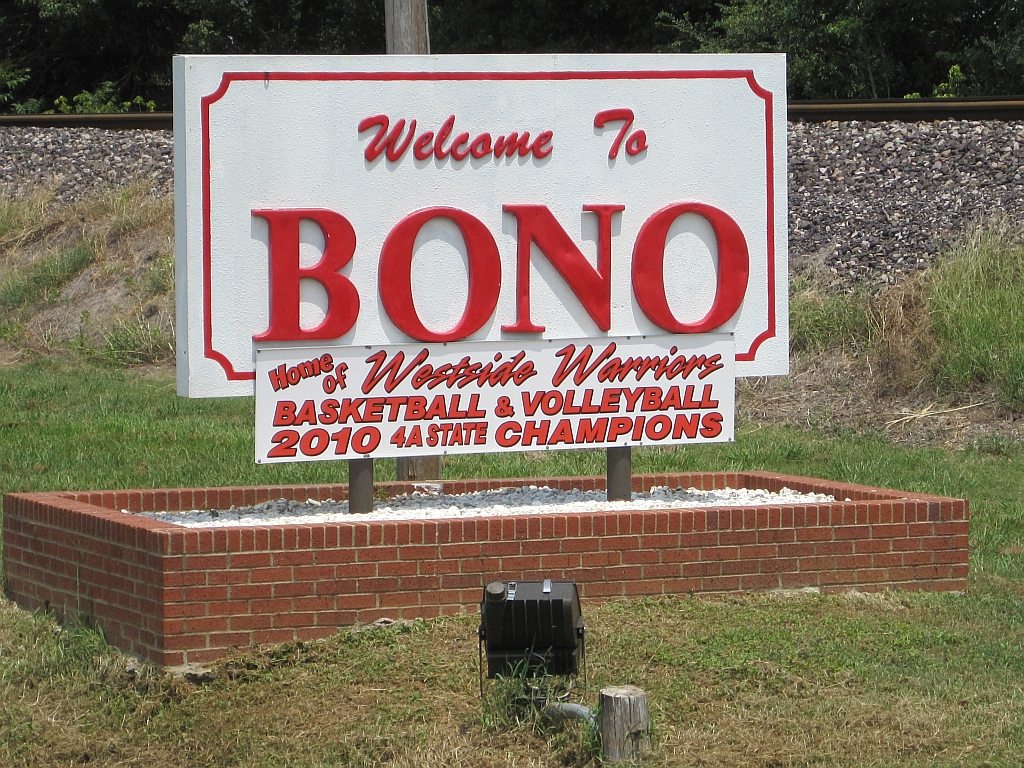
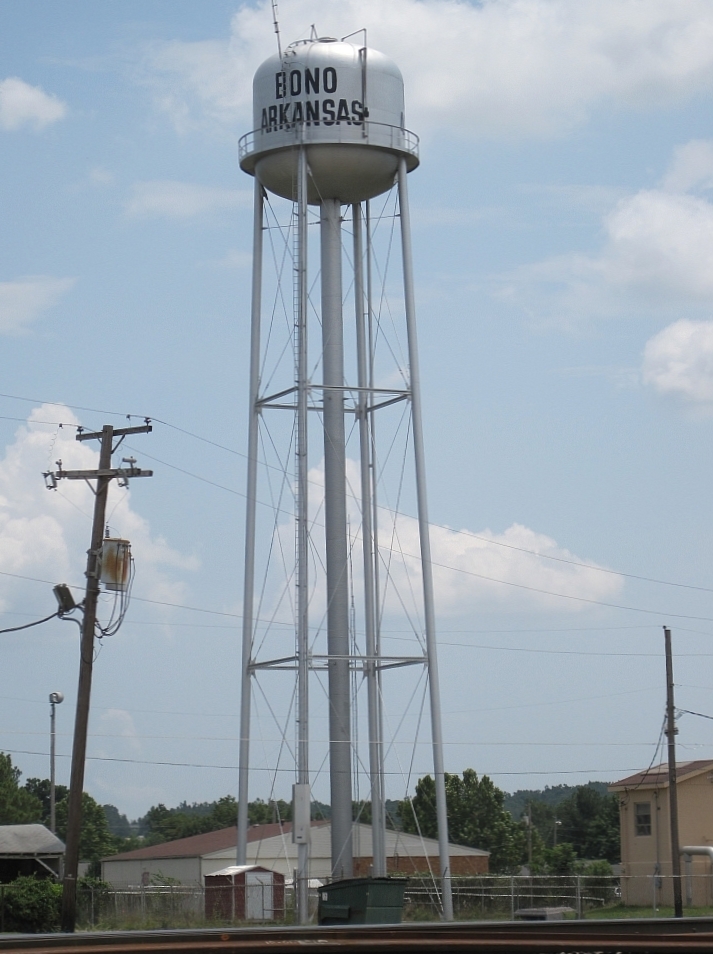
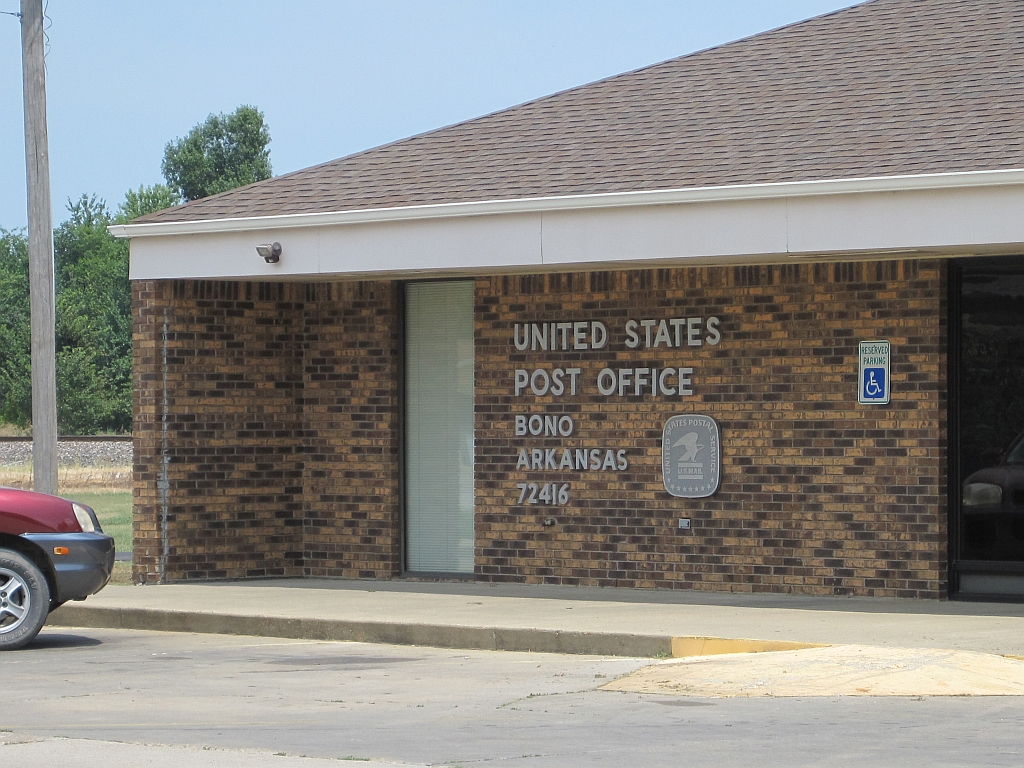
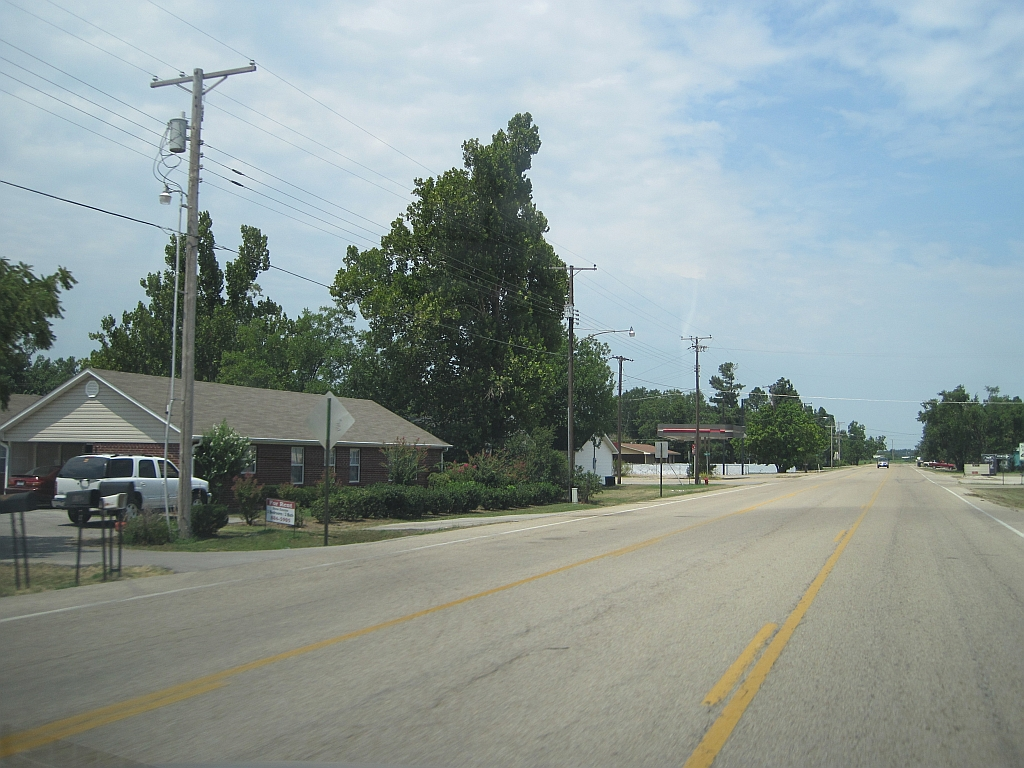
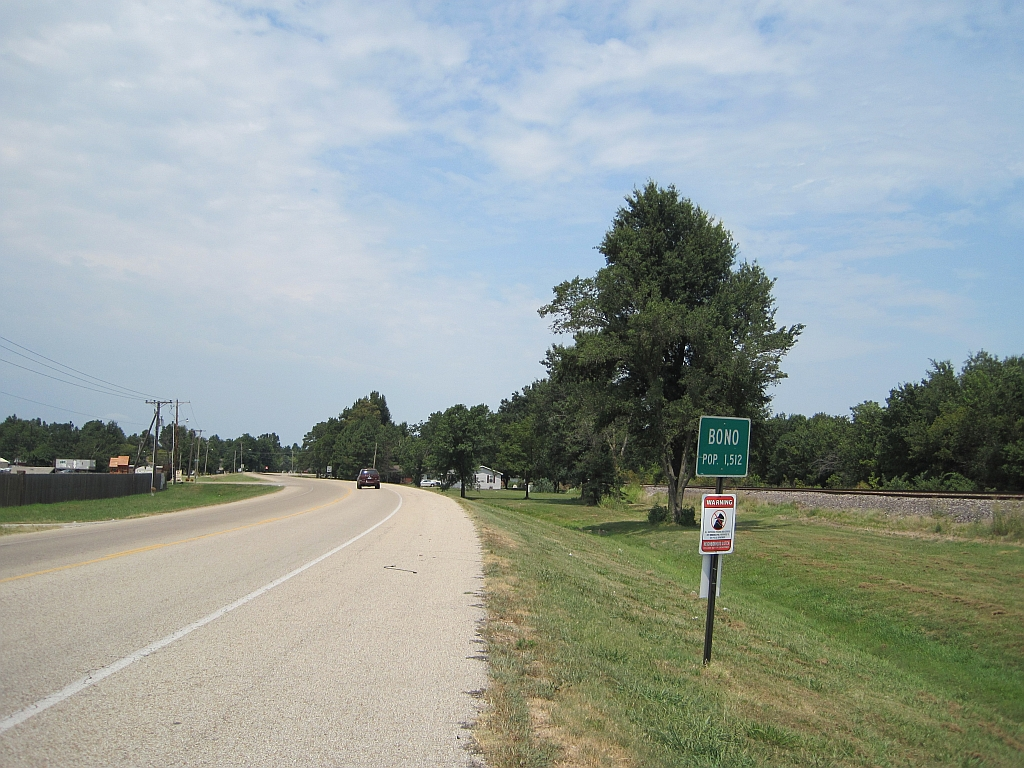